# جامعة الأورال الحكومية
جامعة الأورال الحكوميّة ((بالروسية: Урáльский госудáрственный университéт и́мени А.М. Гóрького)‏ М. Гóрького ، Urál'skiy gosudárstvennyy universitét ímeni A. M. Gór'kogo، غالبًا ما يُختصر إلى USU ،УрГУ) هي ثاني أقدم جامعة في جبال الأورال الوسطى، تقع في مدينة يكاترينبورغ في أوبلاست سفردلوفسك في روسيا، تأسست في عام 1920، كانت مؤسسة تعليمية حصرية مكونة من عدة معاهد (أقسام تعليمية وعلمية) والتي أصبحت فيما بعد جامعات ومدارس مستقلة.